# تحليل الجينات

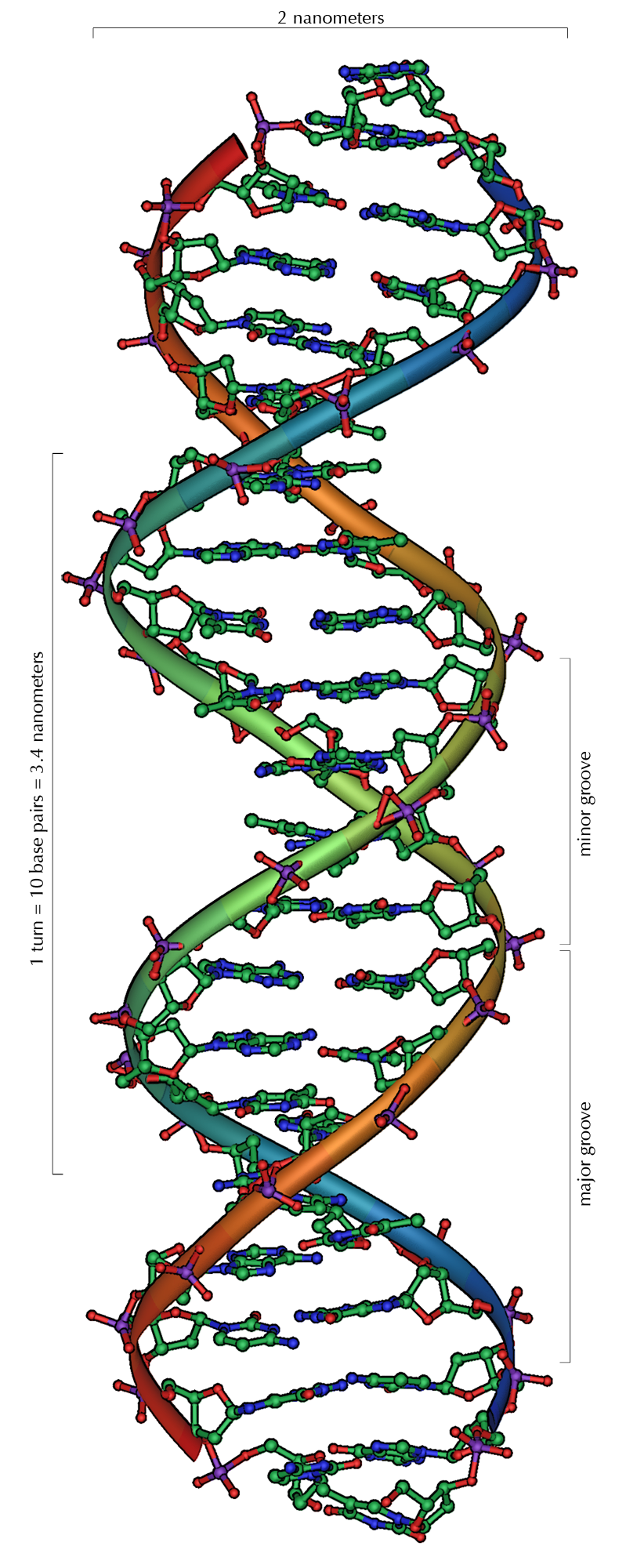
نموذج تركيب جزء من الدنا يحوي 20 زوجا قاعديا.

تحليل الجينات  أو الفحص الجيني (بالإنجليزية: DNA Anaysis أو DNA Test)‏ هو طريقة تحليل في علم الأحياء الجزيئي يختص بتحليل الدنا، بغرض التعرف على التكوين الجيني لأشخاص. كما تستخدم طرق الفحص الجيني في دراسات الوراثة، وتطور المملكتين الحيوانية والنباتية. كذلك تجرى بحوث لتحليل تطور العين عن طريق التحليل الجيني للكائنات.

## الإجراءات
يُجرى الفحص الجيني على عينة من الدنا التي يتم الحصول عليها عن طريق مسحة شدقية أوأكواب البصاق أو غسول الفم أو علكة ممضوغة. عادةً ما تُجمع العينة باستخدام عدة فحص منزلية يوفرها مزود خدمة مثل 23 أند مي أو أنسيستري.كوم أو فاميلي تري أو ماي هيرتج. بعد اتباع تعليمات العدة حول كيفية جمع العينة، تُعاد إلى المورد لتحليلها. تُعالج العينة باستخدام تقنية تُعرف باسم مصفوفة الدنا الدقيقة للحصول على المعلومات الجينية.

## أنواع الفحوصات
هناك ثلاثة أنواع رئيسية للفحص الجيني للأنساب: جسمي (ويشمل إكس-دنا) وواي-دنا وإم تي دنا (دنا المتقدرة).
- تبحث فحوصات الدنا الجسمي في الصبغيات (الكروموسومات) 1-22 والجزء إكس من الصبغي 23. تورث الصبغيات الجسمية (الأزواج الصبغية 1-22) من كلي الوالدين وجميع الأسلاف الحديثين. يتبع الصبغي إكس نمط وراثة خاص، لأن الإناث (إكس إكس) يرثن صبغي إكس من كل من والديهن، بينما يرث الذكور (إكس واي) صبغي إكس من أمهاتهم وصبغي واي من آبائهم.غالبًا ما تُشمل التقديرات الإثنية في هذا النوع من الفحوصات.
- يبحث فحص واي-دنا في الصبغي واي، الذي ينتقل من الأب إلى الابن. لذلك، لا يمكن إجراء هذا الفحص سوى للذكور لاستكشاف خط الأب المباشر (القرابة من جهة الأب).[1]
- أما اختبار إم تي دنا، فيبحث في المتقدرة (الميتوكندريون)، والتي تنتقل من الأم إلى الابن/ة. لذلك، يمكن إجراء فحص إم تي دنا على الذكور والإناث على حد سواء، وهو يستكشف خط الأم المباشر (القرابة من جهة الأم).[2]

## أغراضه
يجرى التحليل الجينات لأغراض متعددة من ضمنها:
- الفحص الجنائي: بعد أخذ أثار من مكان الجريمة (مثل نقطة دم) يمكن عن طريق تحليلها جينيا التعرف على صاحبها وبالتالي التعرف على المجرم. وتلك الحالة تسمى التعرف على البصمة الجينية للشخص. في نفس الإطار أخذ عينات من أفواه أشخاص كثيرين مشتبه فيهم يمكن بواسطه معرفة الجاني من بينهم؛ تلك الطريقة تسمى «تحليل جيني للعاب».
- تعيين القرابة، وإصدار تقرير عن أبوية طفل.
- في التشخيص الطبي: تحليل الدنا لمعرفة علاقة التكوين الجيني لأشخاص وأسباب أمراضهم، مثل:

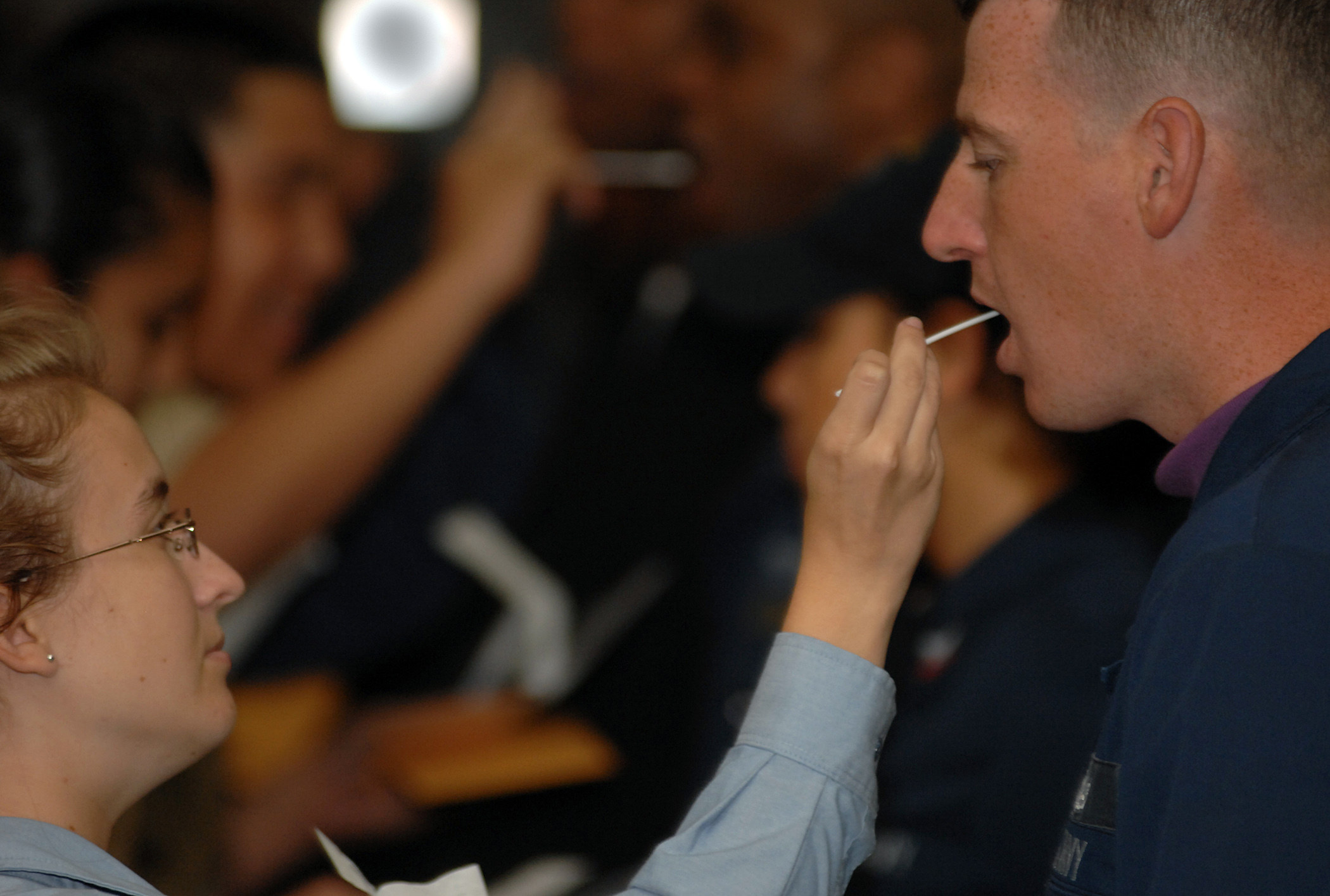
أخذ عينة لعاب.

- - احتمال التعرض لمرض بسبب تشكيلة جينية معينة، وتوجد جداول عن احتمال تعرض شخص لمرض معين عند وجود تشكيلة معينة للجينات.[3] في مايو 2010 كان عدد التشكيلات الجينية أكثر من 3000 على مستوى العالم التي يمكن أن تؤدي إلى مرض عن طريق الوراثة،
  - تحليل الدم
- التفتيش في الصناعات الغذائية
  - التعرف على ما صنع منها من زراعات معدلة جينيا، مخالفة للقانون (في الاتحاد الأوروبي).[4]
  - التعرف على جودة مواد غذائية،

- علم الجينات

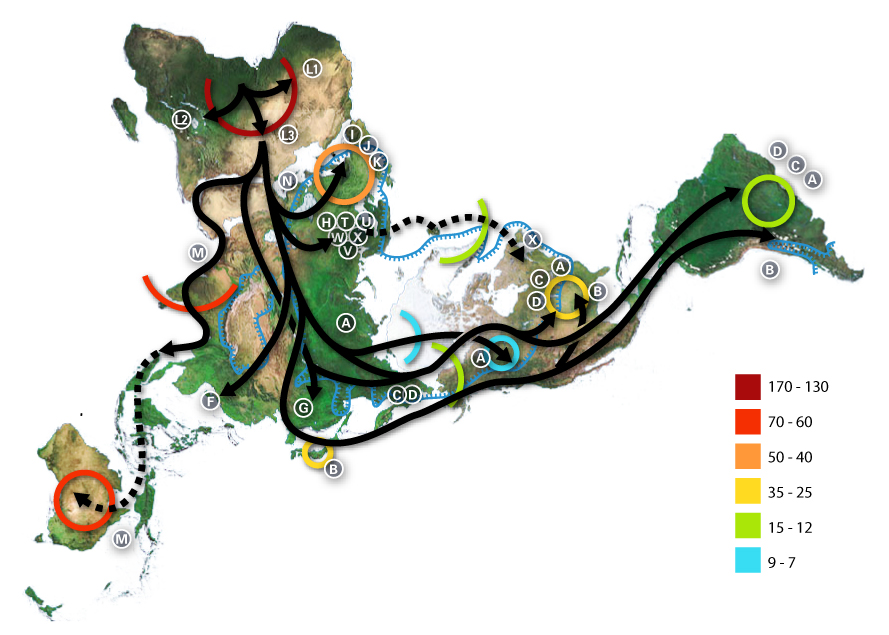
هجرة الإنسان القديم من أفريقيا وانتشاره في العالم قبل 170 ألف سنة، كما يبينه تحليل الدنا في المتقدرات. أفريقيا هنا إلى أعلى والقطب الجنوبي في الوسط وأمريكا الجنوبية إلى اليمين. الأرقام بالألف سنة.

  - وراثيات سكانية: العمليات الوراثية لمجموعات من الناس (قبائل)، أجناس.
  - وراثيات الإنسان: معرفة الأسلاف وعلم الإنسان وعلم الآثار.

بواسطة التحليل الجيني لبقايا أناس كانوا يعيشون في الكهوف في الماضي أمكن التعرف على أنظمة قرابة بين أناس عاشوا قبل 3000 سنة.
- مؤسسات أهلية تقوم بالتحليل الجيني لأشخاص عاديين، تحتص ب:[5]
  - علم الأنساب
  - فحص الجينات الموروثة بالنسبة إلى احتمال تعرض الشخص لأمراض معينة، وميوله للإصابة بها.

## طرق التحليل

جزيء DNA 1 يختلف عن جزيء DNA 2 في زوج قاعدي واحد.

### طرق تحليل أمراض
- جدولة كروموسومات، تحليل الأسلاف
- تعيين تسلسل الحمض النووي

### طرق التعرف على أشخاص
- بصمة جينية (تحليل طولي جزيئي)
- تحليل RFLP
- تحليل AFLP
- تحليل Amplified Ribosomal DNA Restriction Analysis
- تحليل STR-Analysis (short tandem repeats)
- تحليل (single nucleotide polymorphisms)
- أبحاث aDNA: تختص بتحليل الجينات لقدماء أقدم من 100 سنة سواء من الإنسان أو الكائنات الحية الميتة.

(يأتي حرف a في هذا المصطلح من ancient DNA، بمعنى قديم.)